# حزب السلام اللبناني
حزب السلام اللبناني هو حزب سياسي لبناني وسطي، تأسس في 12 تموز (يوليو) 2006 من قبل روجر إد، وهو رجل أعمال من مدينة جبيل في جبل لبنان، إلى جانب رجال أعمال ومفكرين أثرياء آخرين. إد هو زعيم الحزب.
يروج لنفسه كقوة وسطية علمانية مع التركيز على القضايا المتعلقة بالخصخصة واللامركزية والأولويات الاجتماعية والاقتصادية.
يقع المقر الرئيسي لحزب السلام اللبناني في جبيل ويتمتع بدعم معقول في تلك المنطقة.
والحزب متحالف حاليا مع القوات اللبنانية والكتائب وهو جزء من تحالف 14 آذار.
ليس له أعضاء في مجلس النواب اللبناني.

## روابط خارجية
- الموقع الرسمي لحزب السلام اللبناني
- صفحة Twitter